# Barty, Tỉnh Warmian-Masurian
Barty [ˈbartɨ] (tiếng Đức: Barten)  là một ngôi làng ở quận hành chính của Gmina Zalewo, trong Ilawa County, WARMIŃSKO-MAZURSKIE, ở miền bắc Ba Lan.